# Арминия (эмират)
Арминия или Арминийа (араб. إمارة الارمينيا‎ (тран: imāratu aliārmīniyyāi (Армянский эмират) арм. Արմինիա կուսակալություն) — одно из двух наместничеств (провинций) Арабского халифата в Закавказье, существовавшее с 701 по 884 годы.
Официально провинция Арминия была учреждена в 701 году, при халифе Абдул-Малик ибн Мерване. Aрабы объединили области, завоёванные в Закавказье, в одну провинцию с центром в Двинe — бывшей столице сначала Великой Армении, а затем Персидской Армении. Позже, в 780 году, основная резиденция арабских наместников была перенесена в Барду (Партав, Берда’а), бывшую столицу Кавказской Албании, которая стала функционировать в качестве второй столицы наместничества. Город Барда становится основным центром арабской администрации.
В состав эмиратa входили как собственно армянские земли, так и Восточная Грузия (Иверия) и Арран (Кавказская Албания, Агванк, Алуанк, Ран, ал-Ран). С 701 по 711 годы в эмират также входила Лазика (Эгриси).
Языком межнационального общения народов аль-Арминийи был персидский.

## Завоевание Закавказья

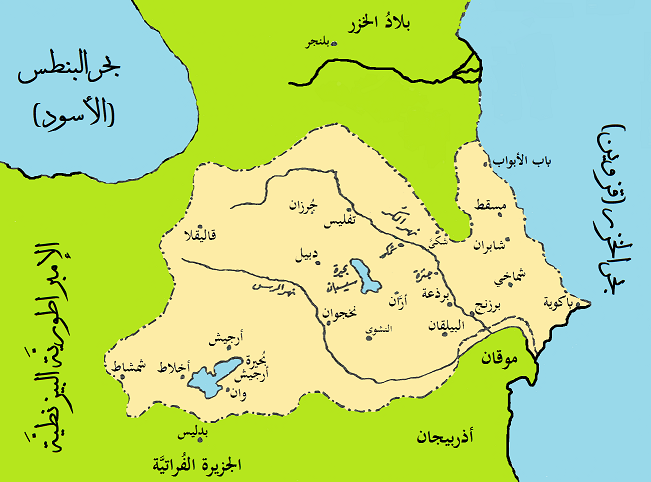
Армянское княжество при Теодоросе Рштуни в период Арабских завоеваний

Первые арабские отряды достигли Армении в 639 году. 6 октября 640 года, в ходе набега, арабы захватили Двин. Второе вторжение произошло в 642—643 годах, а третье — в 650 году, когда были захвачены некоторые земли к северу от озера Ван. Согласно армянскому историку VII века Себеосу, в январе 642 года, арабы взяли штурмом Товин (Двин). В 654 году арабы дошли до Тбилиси. Тем не менее Армения оставалась под сюзеренитетом Византии до 651—652 года, когда Теодорос Рштуни добровольно признал сюзеренитет Арабского халифата в обмен на признание его автономным князем Армении, Грузии и Албании, в том числе и областей, которые ещё не были завоёваны. Для осуществления этой задачи ему были присланы арабские войска. Они продвинулись до Двина, чтобы затем напасть на Иверию, но погодные условия не позволили им это сделать. В соответствии с соглашением Армения признавалась зависимым государством с обязательством предоставлять 50 тысяч человек в арабскую армию. С арабской помощью Рштуни отразил атаки византийцев, а арабы даже захватили Феодосиополь в 655 году и упрочили свой контроль над страной, захватив и сослав Теодоросa Рштуни в Дамаск. Вспыхнувшая междоусобная война в халифате привела к отзыву арабских войск в Сирию в 656 году. Вследствие этого византийцы при помощи Хамазаспа Мамиконяна, восстановили свой сюзеренитет в Закавказье. Однако в 661 году, одержавший победу в междоусобице халиф Муавия приказал армянским князьям признать его сюзеренитет и обязал их выплачивать дань халифату. Чтобы избежать новой войны, князья были вынуждены уступить. Арабская политика по взиманию дани деньгами повлияла на армянскую экономику и общество. Монета чеканилась в Двине. Население было вынуждено производить дополнительные товары и продукты на продажу. С возрождением экономики в регионе, на Южном Кавказе стали развиваться города.

## Учреждение провинции
В административных целях арабы объединили весь Южный Кавказ в обширную провинцию под названием аль-Арминия. Наместничество былo названo Арминия, так как в его составе доминировали армянские земли.. Армянский эмират управлялся эмиром или вали (в армянской историографии их называют востиканы арм.  ոստիկաններ: контролеры/полицейские), ставка которого находилась в Двине (Дабиль в арабских источниках), чья роль, однако, ограничивалась вопросами обороны и сбора налогов. По большей части страна управлялась местными армянскими князьями /нахарарами/, которые являлись наместниками арабских эмиров /востиканов/. Официально провинция была создана в правление халифа Абд аль-Малика в 701—705 годах. Армянский эмират (аль-Арминия) был разделён на 4 региона:
1. Арминия 1-я — Арран[3][22](Албания,Ширван),Сисака́н (Сюни́к, арм. Սյունիք, Սիսական), Тифлис
2. Арминия 2-я — Джурзан(Иверия)
3. Арминия 3-я — северная и юго-восточная Армения
4. Арминия 4-я — юго-западная Армения

Провинция Арминия вместе с Атрпатаканом(Азарбайджаном), Верхней Месопотамией(Джазирой), а в определённые периоды с пограничной областью в Малой Армении и Киликией (Сугур) входила в состав Северного наместничества халифата. Территория и границы Северного наместничества были сходны с созданным при Сасанидах Кавказским наместничеством. Создание его имело административно-политическое и военно-стратегическое значение.
На территории провинции находилось два крупных озера: солёное озеро Ван, на юго-западе и пресное озеро Севан на северо-востоке Армении.
При Аббасидах Армянский эмират делился на 3 области:
1) Арран(الران,Ал-Ран,);
2) Джурзан(Иверия,Гурджан) и 3) Арминия((ارمينيّة).
При этом, так же в самом начале возникновения эмират делили на две части: I) Арминийя аль-Кубра(собственно Армения) и II) Арминийя ал-Сугхра(юго-восточный Кавказ).
Хотя аббасидские халифы и значительно увеличил налоги с населения Арминийи, тем не менее она облагалась меньше других провинций халифата и пользовалась большими льготами по сравнению с другими провинциями, так как Арминийя защищала северные границы халифата от набегов хазар. Хазарские армии так никогда и не смогли оккупировать 3-ю и 4-ю Арминийю (собственно Армению), что позволило бы им вторгнуться в глубь халифата.

## Упразднение провинции
Со времени правления халифа ал-Муста'ина (862—866 годы) провинция Арминийа фактически прекратила существование и сохранялась только формально. Княжество армянских Багратидов получило от халифа большие полномочия.
Во второй половине IX столетия наметились тенденции к объединению армянских княжеств в единое независимое государство. Так, в 862 году княжеский род Багратидов объединил большую часть армянских земель под своим контролем путем восстания халиф Аль-Мустаина, признал Ашота Багратуни князем князей (батрик ал батарика) всей Армении, включая арабские эмираты аль-Арминийи. Наместник Армении, этнический армянин Али ибн Яхья аль-Армани, лично запросил у халифа этот высокий титул для Ашота. В ведение Ашота вошёл в том числе и сбор налогов. Если в конце VIII века Армения платила дань в размере 13 млн дирхемов, то к середине IX века уже 4 млн.
В том же 862 году от халифата фактически отделился Ширван.
Несмотря на несколько восстаний, Армянский эмират просуществовал до 884 года, когда Ашот I Багратуни, проведя восстание, подчинил себе большую часть армянских земель, а также Картли (кроме Тифлиса с окрестностями), Кахетию и христианскую часть Албании (Аррана, Агуанка), провозгласил себя царем Армении. В 885 году его власть была признана аббасидским халифом аль-Мутамидом, а в 886 году византийским императором Василием I. Таким образом, Армения восстановила свою независимость. Одновременно с Армянским царством, на территории бывшей провинции Арминии возродились два другие христианские государства — Хаченское княжество, которое охватывало историческую область Армении - Арцах, и Картли (Тайк-Кхарджк)..

## Князья наместники (батрик ал батарика) арабских востиканов (эмиров) аль-Арминия[31]
- Смбат VI Багратуни - (691-711)
- Ашот III Багратуни - (732-748)
- Мушег Мамиконян /батрик/ - (748-753)
- Саак III Багратуни - (753-770)
- Смбат Багратуни /спарапет/ - (770-775)
- Ашот Багратуни /осторожный/ - (775-781)
- Тачат - (781-785)
- Ашот Мсакер - (790-826)
- Багарат Багратуни - (826-851)
- Смбат Багратуни /мученик/ - (851-855)

## Арабские востиканы (эмиры) аль-Арминия
- Ийад ибн Ганм (640 — 41)
- Хузайфа ибн аль-Йаман аль-Абси (642—643) (655—656)
- Салман ибн Рабиа аль-Бахили (643—644)
- Хабиб ибн Маслама (644) (654—655)
- 656—693 неизвестные эмиры
- Мухаммед ибн Марван (693—701, факт. с 699)
- Абу Шейх ибн Абдаллах (701—703)
- Усман ибн Укба (704—705)
- Касим (705)
- Абд аль-Азиз ибн Хатим аль-Бахили (706—709)
- Маслама ибн Абд аль-Малик (709 — 15) (731—732)
- Ади ибн Ади аль-Кинди (715—717)
- Валид I (717)
- Умар ибн Абд аль-Азиз (717—720)
- Умар ибн Хубайра (720—721)
- Милак ибн Саффар аль-Бахрани (721)
- Джаррах ибн Абдаллах аль-Хаками (722 — 24) (729—730)
- Харис ибн Амру ат-Таи (Херт) (724 — 25) (725—729)
- Хаджжадж ибн Абдаллах аль-Хаками (730)
- Сайид ибн Амру аль-Хараши (730—731)
- Марван ибн Мухаммед Кру (Глухой) (732—744)
- Асим ибн Абдаллах аль-Хиляли (744)
- Исхак ибн Муслим аль-Укайли (744 — 49)
- Мусафир ибн Кусайр (прет. 745—750)
- Мухаммед ибн Сул (750)
- Абдаллах ибн Мухаммед (750)
- Салих ибн Субайх аль-Кинди (750—751)
- Йазид ибн Усайд ас-Сулами (752—754) (759 — 69) (775 — 80)
- Хасан ибн Кахтаба ат-Таи (754—759) (771—775)
- Баккар ибн Муслим аль-Укайли (769—771)
- Вадих аль-Ассаби (775)
- Йахйа ибн Халид аль-Бармаки (780—782)
- Савада ибн Абд аль-Хамид аль-Джаххафи (прет. 782—833)
- Нусайр (783)
- Усман ибн Умара (783—785)
- Раух ибн Хатим аль-Мухаллаби (785—786)
- Хузайма ибн Хазим ат-Тамими (786—787) (803—806)
- Йусуф ибн Рашид ас-Сулами (787)
- Йазид ибн Мазйад аш-Шейбани (787—788) (799—801)
- Сулейман (788—790)
- Дукла (Ибн Дока) (факт. 790)
- Наср ибн аль-Джахф (790—791)
- Абд аль-Кабир ибн Абд аль-Хамид аль-Адави (791)
- Умар ибн Аййуб аль-Кинани (792—793)
- Абу Саббах (793)
- Сайид ибн Мухаммед аль-Харрани (793—794)
- Халид ибн Йазид ас-Сулами (794)
- аль-Аббас ибн Джарир аль-Баджали (794)
- Муса ибн Иса аль-Хашими (794—795)
- Йахйа аль-Хараши (795—796)
- Ахмад ибн Йазид ас-Сулами (796—797) (811)
- Сайид ибн Салм аль-Бахили (798—799) (799)
- Наср ибн Хабиб аль-Мухаллаби (799)
- Али ибн Иса ибн Махан (799)
- Асад ибн Йазид аш-Шейбани (801—802) (809—811)
- Мухаммед ибн Йазид аш-Шейбани (802—803)
- аль-Касим (вр. 803)
- Бишр ибн Хузайма (вр. 803—804)
- Исмаил ибн Ибрахим (вр. 805—806)
- Наим ибн Башшар (вр. 806)
- Сулейман ибн Йазид аль-Амири (806—807)
- Аййуб ибн Сулейман (807)
- аль-Аббас ибн Зуфар аль-Хиляли (807) (807—808) (813)
- Йахйа ибн Зуфар (808)
- Абдаллах ибн Мухаммед (809)
- Убейд (вр. 809)
- Мухаммед ибн Зухайр ад-Дабби (809)
- Масрур (вр. 811)
- Исхак ибн Сулейман аль-Хашими (811—813)
- Фадл ибн Исхак аль-Хашими (вр. 811—813)
- Абд аль-Малик ибн аль-Джаххаф ас-Сулами (прет. 812—813)
- Тахир ибн Мухаммед ас-Санани (813)
- Сулейман ибн Ахмед аль-Хашими (813) (814 — 15)
- Абу Абдаллах (814)
- Хатим ибн Харсама (815—818)
- Йахйа ибн Муад (818—819)
- Ахмад ибн Йахйа (819 −820)
- аль-Хусейн ибн Саад (вр. 819)
- аль-Баис ибн Хальбаси (вр. 819)
- Ибрахим ибн Дауд (вр. 819—820)
- аль-Аббас ибн Аби Аййуб (вр. 820—821)
- Иса ибн Мухаммед аль-Мамуни (820—823)
- Мухаммед ибн Абдаллах аль-Калби (вр. 822—824)
- Садака ибн Али аль-Аббас (вр. 823)
- Зурайх ибн Али (824 — 25, прет. до 827)
- Ахмад ибн Абд аль-Алаf (825—826)
- Убайдуллах ибн Йахйа (вр. 826)
- Абд аль-Ала ибн Ахмад ас-Сулами (826) (829)
- Абд аль-Ала ибн Ибрахим (826—827)
- Мухаммед ибн Хумайд ат-Туси (827 — 28)
- Абдаллах ибн Тахир (828—829)
- Халид ибн Йазид аш-Шейбани (829 — 32) (841) (842 — 45)
- Ибрахим ибн Зейд (вр. 829)
- Ибрахим ибн Аттаб (вр. 829—832)
- аль-Асфар (вр. 832)
- Абдаллах ибн Мусад ааль-Асади (832)
- Абд ар-Рахман ибн Хакам (833)
- аль-Хасан ибн Али аль-Бадгизи (833—835)
- Бишр ибн Урва (вр. 835)
- Мухаммед ибн Сулейман аль-Азди (835—837)
- Мухаммед ибн Халид Бухар-худа (838—839)
- Али ибн аль-Хусейн аль-Кайси Йатим (840 — 41) (841)
- Хамдуйа ибн Али (841—842)
- Мухаммед ибн Халид аш-Шейбани (845 — 49) (857—862)
- Абу Сайид Мухаммед ибн Йусуф аль-Марвази (Апусет) (849—851)
- Муса ибн Зурара (вр. 851)
- Йусуф аль-Марвази (851—852)
- Буга аль-Кабир аш-Шараби (852—856)
- Ибрахим (856)
- Али ибн Йахйа аль-Армани (862—863)
- аль-Аббас ибн аль-Мустаин (863—865)
- аль-Ала ибн Ахмад аль-Азди (865—866)
- Абдаллах ибн аль-Мутазз (866—867)
- Иса ибн аш-Шейх аз-Зухри аш-Шейбани (869—875) (884)
- Джафар аль-Муфаввид (875—878)
- Мухаммед ибн Халид (878)